# سونغ يوكي
سونغ يوكي (بالصينية: 宋雨琦) ، المعروفة باسم يوكي، هي مغنية وكاتبة أغاني ومنتجة وراقصة صينية. ولدت في 23 سبتمبر 1999 في بكين، الصين.

## ديسكغرفي

### ألبومات فردية
| عناون | تفاصيل | مخطط الذروة المواقف | مخطط الذروة المواقف |
| عناون | تفاصيل | كورغاون             | كورحار              |
| ----- | --- | ------------------- | ------------------- |
| صفحة  | - تاريخ الصدور: 13 مايو 2021 - التسمية: كيوب إنترتينمنت ، ريبوبليك ريكوردز ، كاكاو إنترتينمنت - التنسيقات: التنزيل الرقمي والتدفق | -                   | -                   |

### الفردي
| عنوان                                                                           | سنة         | مراكز الرسم البياني الذروة | مراكز الرسم البياني الذروة | مبيعات                          |
| عنوان                                                                           | سنة         | بيلبورد تشاينا توب 100     | كور                        | مبيعات                          |
| كفنان رئيسي                                                                     | كفنان رئيسي | كفنان رئيسي                | كفنان رئيسي                | كفنان رئيسي                     |
| ------------------------------------------------------------------------------- | ----------- | -------------------------- | -------------------------- | ------------------------------- |
| "عملاق"                                                                         | 2021        | -                          | -                          | صفحة                            |
| "بوني وكلايد"                                                                   | 2021        | -                          | -                          | صفحة                            |
| التعاون                                                                         |             |                            |                            |                                 |
| "صنع مئات الملايين من الأطنان من الضوء" (صنع مئات الملايين من الأطنان من الضوء) | 2019        | -                          | -                          | استمر في الجري (مسلسل تلفزيوني) |

### مظاهر الموسيقى التصويرية
| عنوان         | سنة  | مراكز الرسم البياني الذروة | مراكز الرسم البياني الذروة | مبيعات                 | البوم |
| عنوان         | سنة  | بيلبورد تشاينا توب 100     | كور                        | مبيعات                 | البوم |
| ------------- | ---- | -------------------------- | -------------------------- | ---------------------- | ----- |
| "توابل سعيدة" | 2019 | -                          | -                          | يرجى الانتباه زوار OST |       |

### أشرطة الفيديو والموسيقى
| عنوان         | سنة  | مخرج (ق)                           |
| ------------- | ---- | ---------------------------------- |
| "عملاق"       | 2021 | تيزو دون لي (استوديوهات تجوف كونج) |
| "بوني وكلايد" | 2021 | ماميسجاو (كلوبميديا)               |

## فيلموغرافيا

### برامج تلفزيونية
| السنة                 | الاسم                   | الشبكة                        | الدور          | ملاحظات                          |
| --------------------- | ----------------------- | ----------------------------- | -------------- | -------------------------------- |
| 2019 إلى الوقت الحاضر | استمر في الجري          | مجموعة راديو وتلفزيون تشجيانغ | عضو فريق العمل |                                  |
| 2019                  | الغاشيناس               | ام بي سي                      | عضو فريق العمل |                                  |
| 2019                  | قانون الغابة في ميانمار | نظام بث سول                   | عضو فريق العمل |                                  |
| 2020                  | أنا ناجية               | تي في إن                      | عضو فريق العمل |                                  |
| 2020                  | ملك المغني القناع       | ام بي سي                      | المتسابق       | بإسم "بيتزا اناناس" (الحلقة 279) |
| 2020                  | العب سيول               | نظام البث الكوري              | مرشد سياحي     | جولة شارع هيب                    |
| 2020                  | سيول يربط يو            | ام بي سي                      | مرشد سياحي     |                                  |

## روابط خارجية
- سونغ يوكي على موقع IMDb (الإنجليزية)
- سونغ يوكي على موقع ميوزك برينز (الإنجليزية)
- سونغ يوكي على موقع أول ميوزيك (الإنجليزية)
- سونغ يوكي على موقع ديسكوغز (الإنجليزية)
- سونغ يوكي على موقع قاعدة بيانات الفيلم (الإنجليزية)